# Démons (film, 1985)
Pour les articles homonymes, voir Démon.
Série
Démons 2
(1986)
Pour plus de détails, voir Fiche technique et Distribution.
Démons (titre original : Dèmoni) est un film italien d'épouvante fantastique réalisé par Lamberto Bava, sorti en 1985. L'intrigue suit deux étudiantes universitaires qui, avec un certain nombre de personnes prises au hasard, reçoivent des billets gratuits pour une mystérieuse séance de cinéma, où elles se retrouvent bientôt piégées dans la salle avec une horde de démons voraces.
À l'origine, l'histoire devait faire partie d'un film à sketches de trois histoires écrites par Dardano Sacchetti, mais Bava s'est intéressé à une histoire plus qu'aux autres, et lui et Sacchetti ont donc commencé à la développer pour en faire un long métrage à part entière. Dario Argento, qui commençait à s'intéresser à la production de films, contribua au scénario avec Franco Ferrini, qui avait été engagé par Argento. Le tournage a lieu à Berlin et à Rome au cours de l'été 1985. Le film comporte une partition instrumentale composée par Claudio Simonetti, ainsi qu'une bande originale comprenant des chansons de Mötley Crüe, Accept et Billy Idol.
Distribué par Titanus, Démons est sorti en salles en Italie en octobre 1985 et a été suivi en 1986 par une suite, Démons 2, également réalisée par Bava et produite par Argento. Un troisième film Démons a été conçu, mais a été complètement réécrit et sorti sous le titre Sanctuaire (1989), réalisé par Michele Soavi.

## Synopsis
Une avant-première spéciale d'un film d'épouvante a lieu au Metropol, un cinéma berlinois récemment ouvert. Grâce à une campagne publicitaire efficace, la projection du film attire beaucoup de monde, notamment en raison du nombre élevé de billets gratuits distribués auparavant. Dans le hall du bâtiment, une décoration frappante attire l'attention des badauds. Il s'agit d'une moto rouge avec une épée de samouraï et un masque argenté dont s'empare la prostituée Rosemarie, accompagnée de deux amis. En la déposant, Rosemarie se blesse légèrement. Parmi les nombreux convives de la première projection figurent également deux élèves, Cheryl et Kathi, un aveugle et sa femme nettement plus jeune, un jeune couple et deux jeunes hommes, George et Ken, qui prennent place aux côtés de Cheryl et Kathi.
Dans le film, quatre adolescents découvrent la tombe de Nostradamus qui contient, outre un livre, un masque démoniaque sur lequel un garçon se coupe et se transforme, comme l'avait décrit la prophétie, en un démon assoiffé de sang qui tue cruellement tous ses compagnons. Parallèlement à ce qui se passe à l'écran, la blessure de Rosemarie se remet à saigner et elle se rend dans les toilettes des femmes où elle se transforme également en démon. Assoiffée de sang, elle s'attaque en premier à sa compagne, qui se transforme à son tour en créature assoiffée de sang et s'en prend à d'autres spectateurs.
Le nombre de ces monstres ne cesse ainsi d'augmenter, tandis que les survivants restants tentent de s'échapper du cinéma, mais échouent devant les sorties barricadées. Il n'y a donc aucune possibilité de fuite pour eux. Un sabotage des appareils de projection s'avère infructueux, car malgré l'arrêt brutal de la diffusion, les agressions se poursuivent avec une brutalité croissante. Les prisonniers pourchassés se barricadent dans une aile de la salle de cinéma en quête de protection, mais l'arrivée d'un groupe de quatre punks drogués, qu'ils croient être leurs sauveurs, les pousse à ouvrir la barricade, avec des conséquences fatales. Un véritable bain de sang s'ensuit.
En fin de compte, seuls Cheryl et George survivent. Ils se servent de l'épée de samouraï et de la moto exposées dans l'entrée et parviennent ainsi à éviter les attaques des monstres. George en massacre un grand nombre, jusqu'à ce qu'ils affrontent en duel un démon portant un masque d'argent, qu'ils finissent par vaincre dans un effort commun. Auparavant, ils avaient réussi à s'échapper de la salle de cinéma. À la fin du film, le duo se retrouve dans un scénario apocalyptique de fin du monde, la ville entière étant déjà infiltrée par les démons. C'est dans cette situation qu'ils sont trouvés par un père et ses deux enfants à la gâchette facile, qui les emmène avec eux sur leur chemin vers l'ouest, en direction de zones rurales. Au cours de ce même voyage, Cheryl, infectée, se transforme en un monstre qui est abattu sans hésiter par le jeune fils du sauveur, encore mineur. George poursuit ensuite son voyage avec le trio.

## Fiche technique
- Titre français : Démons[1],[2]
- Titre original : Dèmoni[3]
- Réalisation : Lamberto Bava, assisté de Michele Soavi
- Scénario : Dardano Sacchetti, Dario Argento, Lamberto Bava et Franco Ferrini
- Photographie : Gianlorenzo Battaglia
- Montage : Piero Bozza, Franco Fraticelli
- Musique : Claudio Simonetti
- Effets spéciaux : Sergio Stivaletti, Angelo Mattei
- Décors : Davide Bassan (it)
- Costumes : Marina Malavasi, Patrizia Massaia
- Production : Dario Argento
- Sociétés de production : D.A.C. Film
- Pays de production :  Italie
- Langue originale : italien
- Format : Couleurs - 1,66:1 - Son Dolby - 35 mm
- Genre : Épouvante fantastique
- Durée : 88 minutes
- Dates de sortie :
  - Italie : 4 octobre 1985
  - France : 1er octobre 1986
- Interdit aux moins de 12 ans

## Distribution
- Natasha Hovey (VF : Anne Rondeleux) : Cheryl
- Urbano Barberini (VF : Luq Hamet) : George
- Karl Zinny (it) : Ken
- Paola Cozzo (VF : Virginie Ledieu) : Kathy
- Fiore Argento : Hannah
- Fabiola Toledo (VF : Marie-Christine Darah) : Carmen
- Nicoletta Elmi : Ingrid
- Stelio Candelli (VF : Edmond Bernard) : Frank
- Nicole Tessier : Ruth
- Geretta Geretta (en) : Rosemary
- Bobby Rhodes (it) (VF : Mario Santini) : Tony
- Gianguido Baldi (it) : Tommy
- Bettina Ciampolini (VF : Régine Teyssot) : Nina
- Sally Day : Carla

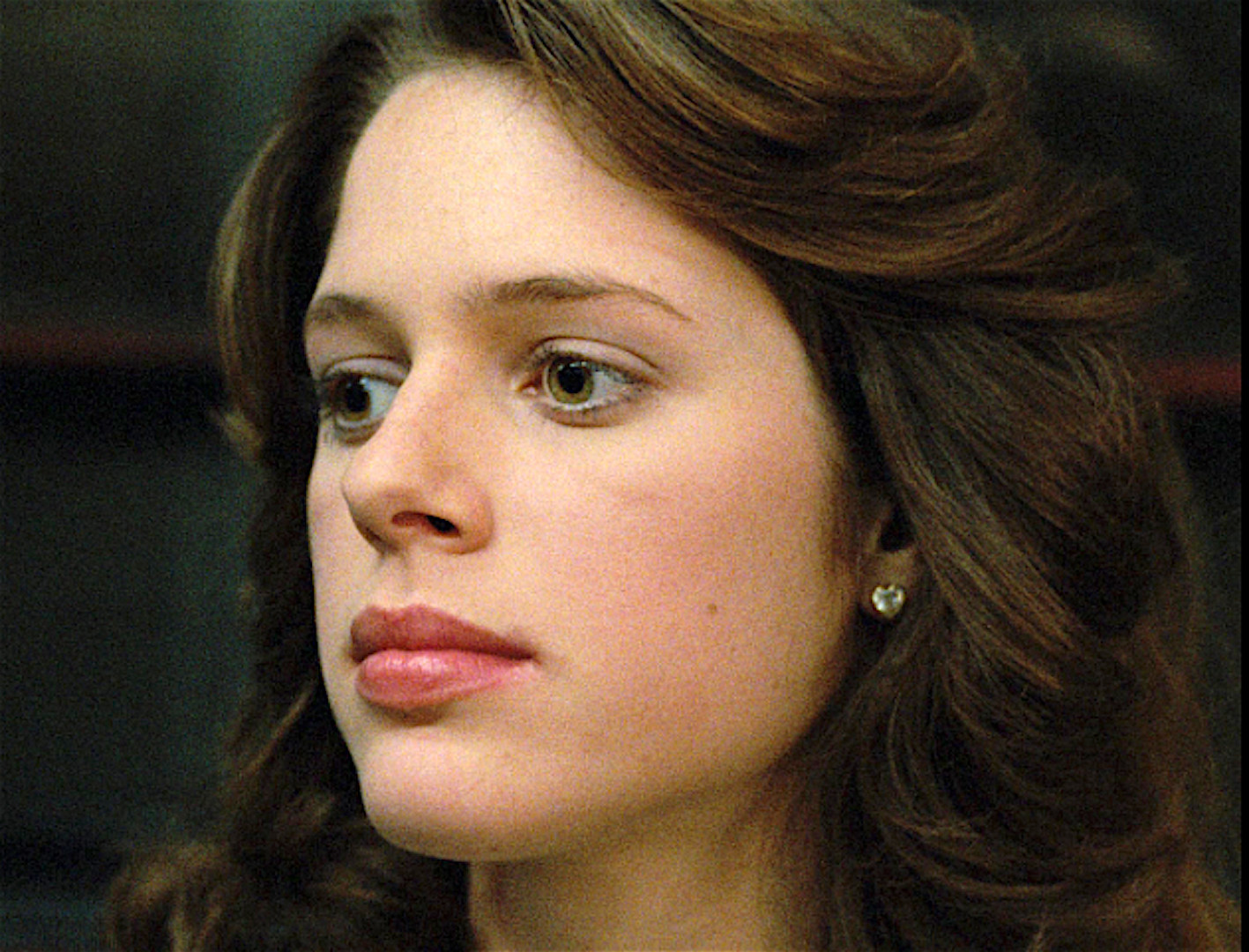
L'actrice Natasha Hovey.

- Eliana Miglio (sous le nom d'« Eliana Hoppe ») : Edith (fille du film d'horreur)
- Jasmine Maimone (it) : Nancy (fille du film d'horreur)
- Marcello Modugno : Bob (garçon du film d'horreur)
- Lino Salemme : L'éventreur
- Claudio Insegno (it) : le garçon du cinéma
- Enrica Maria Scrivano : Liz
- Alessandro Serra (VF : Michel Prud'homme) : Werner
- Michele Soavi (VF : Sylvain Clément) : homme masqué ; Jerry (garçon du film d'horreur)

## Production

### Genèse et développement
Après la sortie du giallo La Maison de la terreur, du film d'action Blastfighter, l'exécuteur et du film de science-fiction horrifique Le Monstre de l'océan rouge, le réalisateur Lamberto Bava envisage d'écrire un film d'horreur à trois sketches écrit par Dardano Sacchetti, semblable au film de son père Les Trois Visages de la peur. L'un des sketches impliquait des monstres qui sortaient d'un écran de cinéma et attaquaient le public, une histoire que Bava aimait plus que les deux autres et qu'il a commencé à développer pour en faire un long métrage.
Dardano et Bava présentent leur scénario de 25 pages au producteur Fabrizio De Angelis, qui souhaite utiliser des séquences des films de Lucio Fulci comme film dans le film pour réduire les coûts, et à Luciano Martino, qui leur propose de produire le film eux-mêmes. Pendant ce temps, Dario Argento, qui sortait du succès financier de Phenomena (1985), commençait à s'intéresser à la production de films, comme il l'avait fait une fois auparavant avec Zombie (1978) de George Romero. Il lit d'abord un scénario de science-fiction de Luigi Cozzi qui ne le convainc pas, puis rencontre Bava qui accepte de produire Démons.
Sacchetti n'était pas satisfait des suggestions d'Argento pour le scénario, déclarant plus tard qu'Argento avait fait appel à Franco Ferrini qui, selon lui, ne cherchait qu'à plaire à Argento. Ferrini a déclaré que sa contribution au scénario consistait à repousser l'apparition des démons, qui, selon lui, apparaissaient à l'origine beaucoup plus tôt dans le film. Sacchetti a ensuite déclaré qu'Argento l'avait payé et lui avait fait quitter le projet, avant de l'inviter à revenir vers la fin pour peaufiner le scénario. Sacchetti a ensuite fait remarquer que la première moitié de l'histoire du film était la même que le scénario original, tandis que la seconde moitié comportait plus de sang et de violence et de scènes d'effets spéciaux.

### Tournage

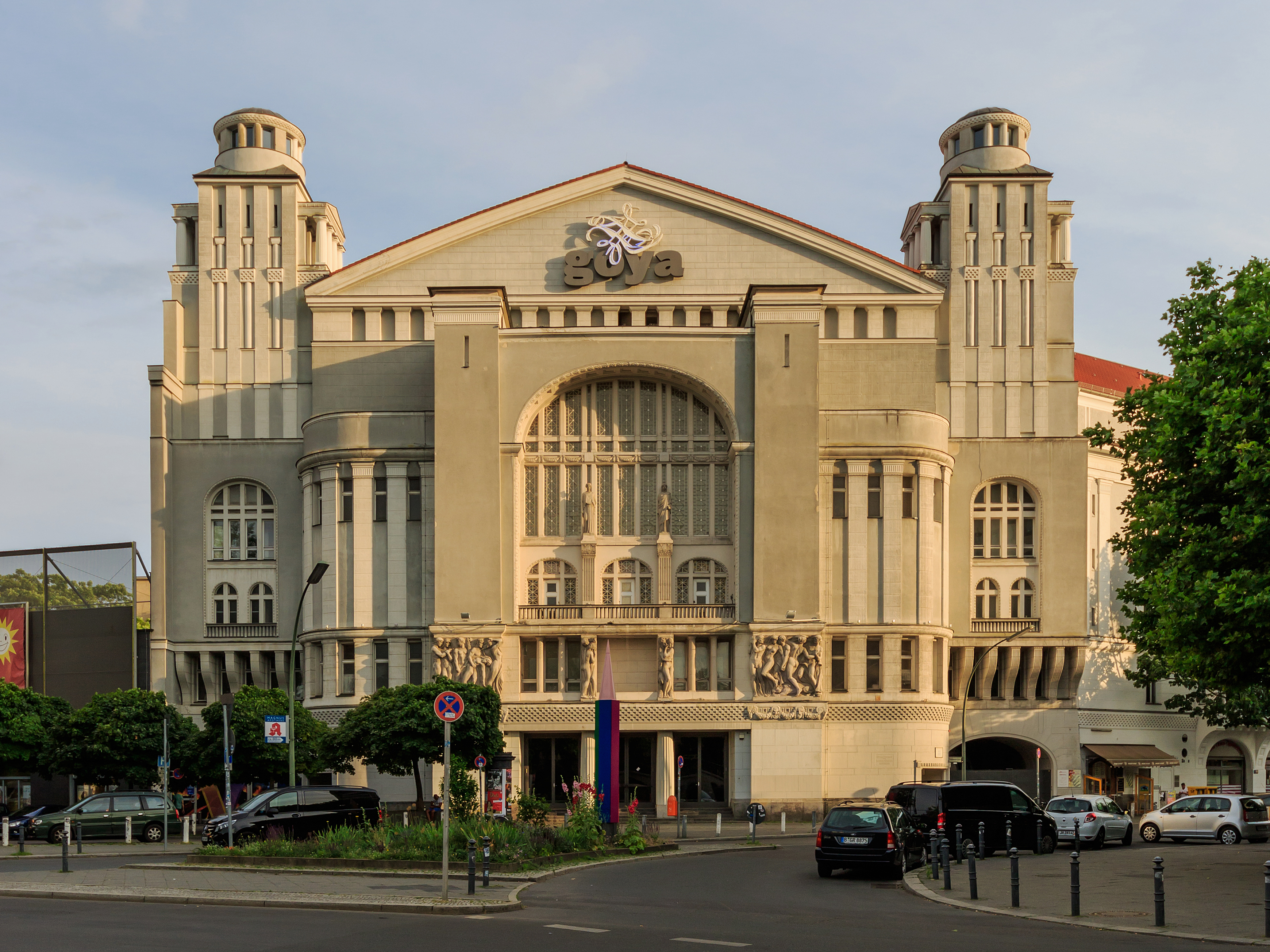
La Neues Schauspielhaus de la Nollendorfplatz à Berlin, lieu de tournage du film.

Le tournage de Démons s'est déroulé en neuf semaines, en juin et juillet 1985. Le film a été tourné en extérieur à Berlin et aux studios Incir De Paolis à Rome. Pour les prises de vue extérieures du cinéma Metropol, c'est la Neues Schauspielhaus de la Nollendorfplatz qui a servi de décor. Au moment du tournage, le bâtiment — effectivement connu sous le nom de Kino Metropol jusqu'en 1977 — n'était plus un cinéma depuis un certain temps déjà, mais était exploité comme discothèque. Il est donc peu probable que les scènes d'intérieur aient été tournées ici.
Le film commence par un voyage en métro en surface à travers Kreuzberg, qui se termine à la station de métro Heidelberger Platz. Une scène ultérieure se déroule à la station de métro Wittenbergplatz. On y voit également quelques impressions de la vie nocturne sur le Kurfürstendamm.
L'idée de faire briller les yeux des démons dans le film est venue à Bava sur le plateau, qui a déclaré que lors du tournage d'une scène où les démons s'approchent de la caméra, les acteurs portaient du papier réfractaire qui provoquait l'effet.
Les effets spéciaux ont été confiés à Sergio Stivaletti, qui a également travaillé dans Terreur à l'opéra de Dario Argento.

### Musique
La bande originale a été publiée sous forme de disque microsillon par RCA Records et comporte des thèmes rock et heavy metal des années 1980. La bande originale instrumentale a été composée par Claudio Simonetti.
- Billy Idol - White Wedding
- Accept - Fast as a Shark
- Mötley Crüe - Save Our Souls
- Claudio Simonetti - Demon
- Claudio Simonetti - Killing
- Claudio Simonetti - Out of Time
- Rick Springfield - Walking on the Edge
- Pretty Maids - Night Danger (version américaine)
- Go West - We Close Our Eyes
- The Adventures - Send My Heart
- Saxon - Everybody Up

## Exploitation
Démons a été distribué en Italie par Titanus le 4 octobre 1985. Le film a rapporté un total de 1 225 490 000 lires italiennes, ce qui en fait le 39e film le plus rentable en Italie cette année-là, plus que Cat's Eye, Peur bleue et Les Griffes de la nuit,,. Le film a été distribué ailleurs dans le monde en 1986, y compris aux États-Unis, en France et à Hong Kong. Le film devait sortir au Royaume-Uni, mais sa sortie a apparemment été censurée.

### Accueil critique
Les critiques rétrospectives sont globalement positives. Frédéric Mignard sur le site cinedweller note qu'il a pourtant été sous-estimé à sa sortie « Démons appartient au panthéon du cinéma bis des années 80. Victime du nom de son cinéaste, Lamberto Bava, le film a été largement sous-estimé par la presse spécialisée de son époque. De L'Écran fantastique à Mad Movies, en passant par Starfix, l’on envisageait l’engeance de Mario Bava avec beaucoup de dédain, voire de mépris, et c’est à peine si on lui accordait une chronique ».
Pour la Cinémathèque française, Jean-François Rauger observe que le film pourrait avoir un sous-texte allégorique : « Divers personnages sont invités à une projection mystérieuse dans une gigantesque salle de cinéma, construite sur le modèle du théâtre à l'italienne. Celle-ci deviendra un piège pour les cinéphiles égarés [...] Les trouvailles macabres s'enchaînent déclenchant chez le spectateur cette transe si particulière provoquée par l'imagerie gore. Il est évidemment facile de voir [ce film] de Lamberto Bava comme un commentaire ironique et allégorique sur l'état d'alors du cinéma italien lui-même », alors en mauvaise posture dans les années 1980, face au développement de la télévision.
Pour Eric Dinkian du site deviddead, le film symbolise les années 1980 : « Divertissant, imaginatif, stupide, amusant, gore, bricolo, frimeur, dérangeant tout en étant parfaitement absurde, c'est un peu toutes les années 80 résumées dans un seul film. On n'a pas honte de dire que l'on ne s'en lasse pas ». Pour Ghoulisch du site darksidereviews, « Démons, c’est l’un des derniers grands représentants du cinéma bis italien dans ce qu’il possède de plus noble ».
Pour Bruno Massé du site horreur.québec, « Une des qualités du film est certainement son intensité pure. La tension est maintenue du début à la fin: ce sont les cris, les scènes de combat, le (faux) sang qui coule à flots… Il semble que nos pauvres spectateurs n’aient pas une minute de répit et nous non plus ». Il remarque également que  « Le cinéma est remarquablement bien exploité comme lieu et c’est assez rare qu’un film d’épouvante fasse jouer la spatialité en sa faveur » et que « les personnages féminins ne sont pas complètement accessoires, bien que parfois un peu hystériques. Peut-être parce qu’on associe souvent les films d’horreur italiens à ceux de Lucio Fulci où les femmes ont toute l’agentivité des plantes vertes. Il y a encore du chemin à faire ici, mais c’est au moins rafraîchissant de les voir proactives… infectées ou non ».
Bénédict Arellano du site tortillapolis est plus réservé : « Le cinéaste transalpin a en quelque sorte voulu réaliser son Zombie à lui, mais dénué de tout sous texte politique, n’en retenant que les excès gores. [...] Ça manque tout de même d’un vrai sens de la mise en scène et de l’esthétisme. [...] Alors au début, on s’en amuse, d’autant que certains meurtres sont particulièrement croquignolets (un couple étranglé en plein baiser langoureux, l’aveugle qui se fait arracher les yeux) mais à la longue, tout cet étalage de tripaille pour le plaisir lasse un peu. Et quand on pense qu’il a fallu quatre scénaristes pour accoucher de ce film, je me dis que dans le milieu du cinéma, il y a décidément des gens qui sont payés à ne rien faire ».
En Allemagne, filmdienst est également mitigé :
« Die bizarre Geschichte müht sich um die Konfrontation verschiedener "Realitäts"-Ebenen, was dem auf einige Ekeleffekte setzenden Film jedoch nur kurzzeitig gelingt »
— Lexikon des internationalen Films

« L'histoire bizarre s'efforce de confronter différents niveaux de "réalité", mais le film, qui mise sur quelques effets horrifiques, n'y parvient que sporadiquement. »
En Russie, Mikhaïl Trofimenkov (ru) estime qu'il s'agit de « la parodie la plus amusante et la plus flagrante du genre »
« Фильм презабавнейший, но заслуга в этом не Бавы, а «короля страха» Дарио Ардженто, сценариста и продюсера «Демонов». [...] Ардженто, конечно же, не мог не помочь сыну старшего друга и учителя и придумал наглую пародию на кинематограф, которым занимается всю жизнь. Некий молчаливый юноша с металлическим наполовину лицом раздает выбранным наугад пассажирам римского метро приглашения на премьеру в заново открытом старом кинотеатре. Фильм оказывается запредельной бредятиной о компании молодых людей, зачем-то раскопавших могилу Нострадамуса и вызвавших к жизни жутких демонов. По мере того как юнцы один за другим превращаются в клыкастых чудовищ, пускающих изо рта струи зеленой пены, то же самое происходит и со зрителями. Те, кто еще сохранил человеческий облик, не обращают внимания на дикие вопли, раздающиеся из фойе, где озверевшая проститутка грызет свою товарку: им кажется, что звуки доносятся с экрана. »
— Mikhaïl Trofimenkov

« Le film est hilarant, mais le mérite n'en revient pas à Bava, mais au "roi de l'épouvante" Dario Argento, scénariste et producteur de Démons [...] Argento n'a évidemment pas pu s'empêcher d'aider le fils de son plus vieil ami et professeur et a imaginé une parodie insolente du cinéma auquel il a participé toute sa vie. Un jeune homme taciturne au visage à moitié métallique distribue des invitations à la première du film à des passagers choisis au hasard dans le métro de Rome. Le film s'avère être une satire un peu absurde à propos d'un groupe de jeunes qui déterrent la tombe de Nostradamus et invoquent des démons effrayants pour une raison ou une autre. Alors que les jeunes gens se transforment l'un après l'autre en monstres à crocs avec de la mousse verte qui leur sort de la bouche, il en va de même pour les spectateurs. Ceux qui sont encore humains ne prêtent pas attention aux cris sauvages qui proviennent du foyer, où une prostituée furieuse ronge son compagnon : ils pensent que les sons proviennent de l'écran. »

## Suite
Après le succès commercial de Démons, Argento et ses collaborateurs commencent à travailler sur une suite intitulée Démons 2 qui sort le 9 octobre 1986 en Italie. Selon Jean-François Rauger, le premier et le deuxième film forment un tout cohérent en regard de l'époque (le premier se déroulant dans un cinéma, le deuxième portant sur la télévision).
Bava parle d'une deuxième suite dès le 22 janvier 1988 avec Argento qui déclare qu'elle s'appellera Ritorno alla casa dei demoni. Le projet du troisième film changera plus tard de mains pour devenir finalement Sanctuaire réalisé par Michele Soavi,.
Un film de zombies à petit budget réalisé par Umberto Lenzi sort en 1991. Lenzi voulait qu'il s'appelle Black Demons, et il n'a pas apprécié que le film soit ensuite rebaptisé Démons 3 en vidéo, car certains ont cru qu'il s'agissait d'une suite de Démons de Lamberto Bava, avec laquelle ce film n'a absolument rien à voir.